# Harriet Ann Jacobs
Harriet Jacobs (Edenton, 1813 – Washington, D.C., 7 de março de 1897) foi uma escritora afro-americana que fugiu de uma vida de escravidão e depois conseguiu se libertar. Tornou-se abolicionista, palestrante e reformista social. Sua obra mais famosa é sua autobiografia Incidentes da vida de uma escrava, publicado em 1861, com o pseudônimo de Linda Brent. Foi um dos primeiros livros a tratar da luta pela liberdade das pessoas escravizadas, falando de abuso e assédio sexual, além dos esforços para manterem seus papéis de mãe e mulheres. 
Caída no ostracismo com a chegada da Guerra de Secessão, o livro foi redescoberto no século XX, através do interesse de grupos minoritários e feministas. 

## Biografia

### Primeiros anos
Harriet nasceu em meio à escravidão em Edenton, na Carolina do Norte, em 1813. Seu pai era um carpinteiro escravizado, chamado Elijah Knox, cujo dono era Andrew Knox. Elijah dizia ser filho de Athena Knox, uma escrava e um fazendeiro branco, chamado Henry Jacobs. A mãe de Harriet era Delilah Horniblow, uma mulher escravizada de John Horniblow, que era dono de uma taverna.
Pelo princípio do partus sequitur ventrem, Harriet e seu irmão John se tornaram escravos já no nascimento, com o status da mãe passando para seus filhos. De acordo com a lei, a paternidade de uma pessoa livre - de qualquer raça - não alteraria seu status. Harriet morou com sua mãe até sua morte em 1819, quando tinha acabado de completar 6 anos de idade. Então ela passou a morar com a senhora de sua mãe, Margaret Horniblow, que ensinou Harriet a ler, escrever e costurar.
Três meses depois da morte de sua mãe, Margaret Horniblow deixou um testamente deixando seus escravos para sua mãe. O Dr. James Norcom e um homem chamado Henry Flury testemunharam um codicilo posterior ao testamento que determinava que a menina Harriet fosse deixada para a filha de Norcom, Mary Matilda, sobrinha de cinco anos de Horniblow. O codicilo não foi assinado por Margaret Horniblow. James Norcom acabou se tornando o "dono legal" de Harriet.
James Norcom começou os abusos a Harriet quando ela ainda era criança. Ele a proibiu de se casar, independente do status de escravo ou não do homem por quem ela se interessasse. Tentando escapar dos abusos de James, ela tomou Samuel Sawyer, um advogado branco, como seu amante. Samuel depois foi eleito para a Câmara dos Representantes dos Estados Unidos do Congresso. Com ele, Harriet teve dois filhos, Joseph e Louisa. Por ser uma escrava, seus filhos se tornaram escravos automaticamente e a mando de James Norcom. Posteriormente, Harriet escreveu que James Norcom ameaçava vender seus filhos caso ela se recusasse a se deitar com ele e assim ela continuou sendo estuprada por ele.
Em 1835 a situação se tornou insustentável e Harriet conseguiu fugir. Ela se escondeu na casa de um dono de escravos em Edenton para ficar de olho em seus filhos. Após uma curta estadia, ela se refugiou em um pântano. Em seguida, ela se escondeu em um sótão apertado acima do teto do barraco de sua avó Molly. Harriet morou sete anos na casa de sua avó antes de fugir para a Filadélfia, na Pensilvânia, em um barco, em 1842. Samuel conseguiu tirar seus dois filhos da tutela de James Norcom, mas não os libertou, mesmo deixando-os viver na casa de sua avó. Depois da rebelião de escravos de Nat Turner, em 1831, o estado dificultou a alforria.

### Filadélfia

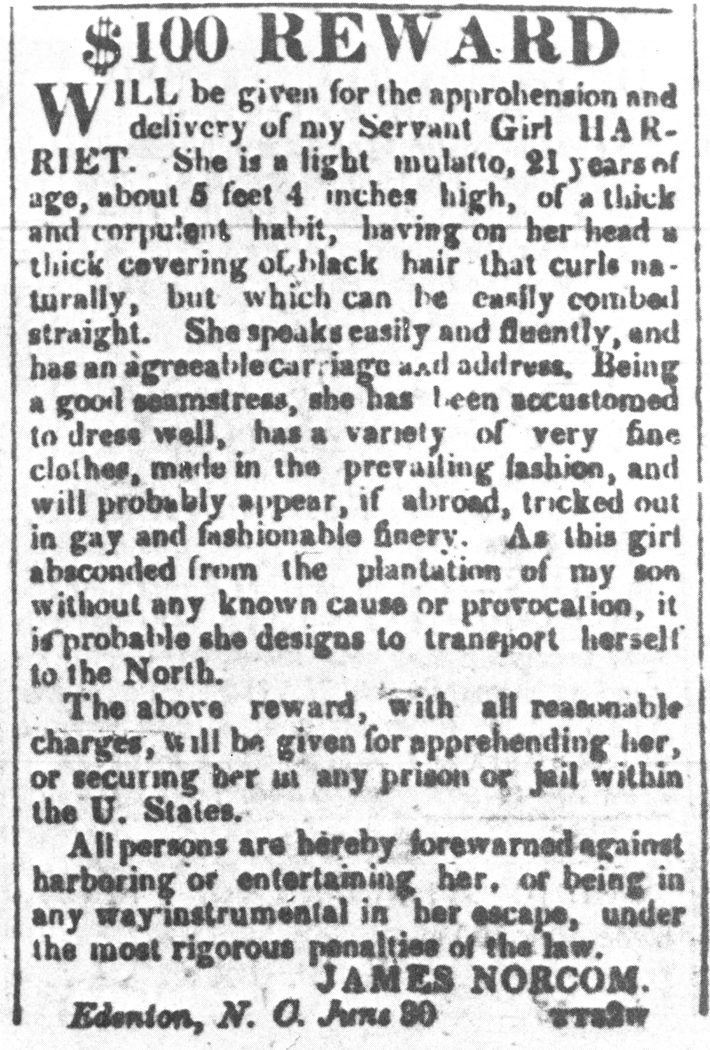
Recompensa pelo retorno de Harriet Jacobs

Harriet chegou à Filadélfia onde foi acolhida por amigos abolicionistas. Eles a ajudaram a chegar a Nova Iorque. Lá, ela conseguiu emprego como babá na casa de Nathaniel Parker Willis e tentou recomeçar a vida. Ela conseguiu reencontrar a filha Louisa, que tinha sido mandada para Nova Iorque para trabalhar como empregada. Em 1827, os últimos escravos do estado foram libertos por força da lei.
Em 1845, a esposa de Nathaniel Parker Willis faleceu, mas Harriet continuou trabalhando na casa cuidando da filha do casal e para auxiliar o viúvo. Em janeiro, ela viajou para a Inglaterra com Nathaniel e a filha. Em cartas que escreveu para a filha, Harriet alegava não haver preconceito contra negros na Inglaterra. Depois de retornar aos Estados Unidos, ela deixou seu emprego na casa dos Willis. Harriet foi para Boston com os filhos e o irmão, onde ficou por quase um ano. Seu irmão, John S. Jacobs, também tinha fugido e era parte de um movimento abolicionista, decidido a abrir uma sala de leitura para debater a abolição, em Rochester, em 1849. Na época, o abolicionista Frederick Douglass era bastante ativo em Rochester e era o centro das discussões sobre o assunto, tanto entre negros quanto entre brancos.
John Jacobs encontrou uma escola para sua irmã Louise e em novembro de 1849, ela se matriculou na Young Ladies Domestic Seminary School, em Clinton, no condado de Oneida, em Nova York. A escola tinha sido aberta pelo abolicionista Hiram Huntington Kellogg. Em 1849, Harriet se juntou ao filho em Rochester, onde conheceu o casal Quaker, Amy e Isaac Post, os dois abolicionistas. Conforme se envolvia com o movimento, interessou-se por política e ajudou a manter as palestras antiescravidão de Rochester, levantando dinheiro para as reuniões e palestrando ocasionalmente.
Em 1850, o Congresso passou o Ato dos Escravos Fugidos, o que preocupou Harriet e John que, tecnicamente, ainda eram fugitivos de seu senhor. A nova lei pressionou pela captura daqueles que fugiram da escravidão e exigia cooperação da população com os oficiais da lei. O tal ato era um dos elementos mais controversos do compromisso firmado entre o Norte e o Sul dos Estados Unidos. Exigia que todos os escravos capturados fossem imediatamente devolvidos aos seus senhores e todos os cidadãos dos estados livres deveriam cooperar. Os abolicionistas, por sua vez, apelidaram a lei de "Lei dos Cães de Caça", já que cães ferozes eram usados para rastrear e ferir os fugitivos.
Louisa e John deixaram Rochester e retornar para a cidade de Nova Iorque. Bastante irritado com a injustiça proposta pelo ato, John quis deixar o país. Quando ouviu que o novo estado da Califórnia não apoiava o ato nem a Lei dos Cães de Caça, John decidiu se mudar para lá. John trabalhou em minas de ouro durante a Corrida do Ouro do Meio Oeste. Em 1852, outros membros da família se juntaram a ele na Califórnia.
Em 8 de fevereiro de 1852, Harriet soube que o marido de Mary Matilda Norcom Messmore, filha de James Norcom, estava em um hotel de Nova Iorque. Para não correr o risco de ver Harriet ser capturada, Cornelia Grinnell Willis, segunda esposa de Nathaniel Willis, a escondeu na casa de uma amiga, junto de seu bebê recém-nascido. Cornelia convenceu Harriet a levar seu bebê e ir para a casa de uns parentes seus em Massachusetts. Sem o conhecimento de Harriet, Cornelia pagou 300 dólares para o marido de Mary Matilda pela liberdade de Harriet e a libertou. Só depois disso, Harriet retornou para Nova Iorque com o bebê de Cornelia.

## Livro de memórias e outros trabalhos
Entre 1852 e 1853, Amy Post sugeriu que Harriet escrevesse sobre sua vida e sua trajetória. Também sugeriu que entrasse em contato com Harriet Beecher Stowe, auto de A Cabana do Pai Tomás. Stowe quis usar parte da história de Harriet em seu livro, mas ela acabou decidindo escrever sua própria vida. Enquanto ainda babá na casa de Nathaniel Willis, ela passou a escrever secretamente e à noite.
Julia Tyler, ex-primeira dama, escreveu um ensaio em defesa da escravidão, intitulado "The Women of England vs. the Women of America", como resposta à petição contra a escravidão que Harriet Sutherland-Leveson-Gower, Duquesa de Sutherland ajudou a organizar e enviar. Em resposta ao ensaio de Julia Tyler, Harriet escreveu uma carta ao New York Tribune, que acabou se tornando sua primeira publicação, em 1853, assinando apenas como "Fugitiva".
Harriet continuou a escrever sua biografia ao longo dos anos, bem como várias cartas para jornais do país. Ela alterou os nomes de todas as pessoas descritas na biografia, inclusive o seu, temendo pela vida e integridade da família e para se proteger de qualquer reação violenta que surgisse. O dono de escravos descrito como "Dr. Flint" é baseado em abusador, Dr. James Norcom. Em 1856, sua filha Louisa se tornou governanta na casa de James e Sara Payson Willis Parton. Sara ficou conhecida pelo pseudônimo de Fanny Fern.

### A publicação da autobiografia
A editora Phillips and Samson, de Boston, concordou em publicar sua autobiografia, se ela conseguisse convencer Willis ou Harriet Beecher Stowe a escrever um prefácio, o que ajudaria a alavancar as vendas. Ela se recusou a pedir a ajuda de Willis e Stowe não aceitou a proposta. Infelizmente, Phillips and Samson fechou logo depois. Em 1860, Harriet assinou com a editora Thayer and Eldridge, que pediu um prefácio para Lydia Maria Child. Lydia não apenas concordou como se envolveu também com a edição do manuscrito e as duas acabaram se tornando amigas e se corresponderam por muitos anos. Thayer and Eldridge publicou o livro em 1861.
Harriet teve que adaptar sua narrativa em Incidents in the Life of a Slave Girl para agradar à classe média branca e cristã dos Estados Unidos, focando na forma como a escravidão afetava a castidade e as virtudes de uma mulher. Ela reforçava o ponto de que escravas negras eram mães e mulheres acima de tudo, desafiando a cultura da classe média branca que cultuava a maternidade. As mulheres negras e escravizadas eram várias vezes acusadas por seus senhores brancos de que elas os seduziam e os usavam e Harriet quis mostrar o quanto de abuso havia neste relacionamento de poder entre um senhor e sua escrava. O último capítulo falava da luta de Harriet em libertar seus dois filhos da escravidão.

## Socorro aos fugitivos e últimos anos

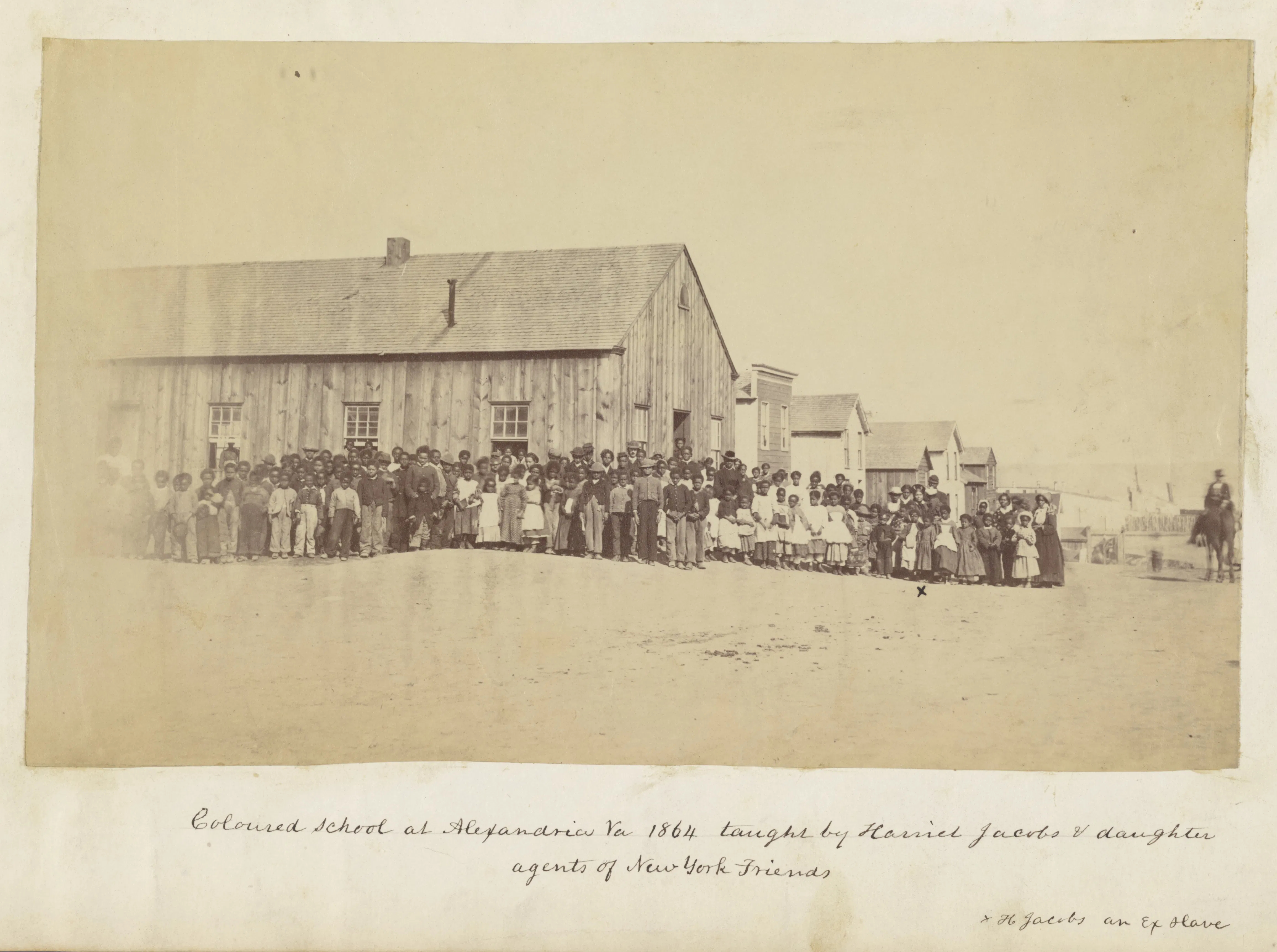
Harriet Jacobs com os alunos da Escola Jacobs em 1864.

Poucos meses após a publicação de seu livro, em abril de 1861, a Guerra de Secessão começou. Em 1862, ela foi para Alexandria na Virgínia, uma cidade do sul ocupada pelo exército da União, para ajudar os escravos fugitivos que se reuniam ali em busca de proteção e liberdade. Embora ela tivesse publicado seu livro sob um pseudônimo, ela era amplamente conhecida como autora nos círculos abolicionistas. Portanto, ela pôde contar com algum apoio para seu trabalho de assistência. Com a ajuda de sua filha, ela fundou uma escola chamada "Jacobs School" (Escola Jacobs).
Em seus últimos anos, Harriet era menos ativa, mas apoiou sua filha e vários outros na democratização da educação para todos os afro-americanos. Harriet faleceu em Washington, D.C., em 7 de março de 1897 e foi sepultada no Cemitério de Mount Auburn, em Cambridge, Massachusetts. Em sua lápide está escrito.
| “ | Paciente na tribulação, fervorosa no espírito e servindo ao Senhor. | ” |

## Reconhecimento
Incidents in the Life of a Slave Girl recebeu resenhas positivas no começo, mas acabou esquecido quando a Guerra de Secessão começou. Com o fim da guerra, o livro foi redescoberto e muitos leitores ficaram intrigados com a identidade da autora. Por usar um pseudônimo, muitos acharam que a autora era Lydia Maria Child ou Harriet Beecher Stowe. No fim, o livro foi aceito como sendo uma obra de ficção.
Por muito tempo acreditou-se que Lydia Maria Child era a autora do livro. Mas enquanto relia o livro nos anos 1970, Jean Fagan Yellin começou a se interessar pela verdadeira autora e desconfiava que Lydia não fosse a verdadeira autora. Ao longo de um estudo de seis anos, Jean buscou cartas, publicações e outros documentos da época na Universidade de Rochester, falou com sociedades históricas locais e estaduais, buscou documentos da antiga editora, as famílias relacionadas à vida de Harriet e conseguiu mostrar que ela era a verdadeira autora de Incidents in the Life of a Slave Girl e que a narrativa era de uma autobiografia, não um trabalho ficcional.